# بروخ (راینلاند-فالتس)
بروخ (به آلمانی: Bruch) یک شهر در آلمان است که در برنکاستل-ویتلیش واقع شده‌است. بروخ ۴۹۰ نفر جمعیت دارد.